# Рундинг
Рундинг (њем. Runding) општина је у њемачкој савезној држави Баварска. Једно је од 38 општинских средишта округа Кам. Према процјени из 2010. у општини је живјело 2.336 становника. Посједује регионалну шифру (AGS) 9372155.

## Географски и демографски подаци
Рундинг се налази у савезној држави Баварска у округу Кам. Општина се налази на надморској висини од 484 метра. Површина општине износи 20,9 km². У самом мјесту је, према процјени из 2010. године, живјело 2.336 становника. Просјечна густина становништва износи 112 становника/km².